# Marcin Preyzner
Marcin Preyzner (ur. 1945 w Tarnopolu, zm. 29 lipca 2013 w Warszawie) – polski językoznawca, doktor nauk filologicznych o specjalności językoznawstwo polonistyczne i ogólne, dydaktyk, wieloletni pracownik naukowy Instytutu Filologii Polskiej (IFP) Uniwersytetu Jana Kochanowskiego w Kielcach.
Znany jako inicjator odbywających się w latach 70 i 80 – XX wieku, cyklicznych konferencji zwanych popularnie "Preyznerówkami", które miały za zadanie integrację polskiego środowiska językoznawczego. Redaktor naukowy wydawnictw z materiałami konferencyjnymi. 
Urodził się w Tarnopolu.
Zmarł 29 lipca 2013 r., jego pogrzeb odbył się 21 sierpnia tego samego roku na warszawskim Wilanowie.

## Wybrana bibliografia autorska
- Uspójnianie tekstu (Wydawnictwo Akademii Świętokrzyskiej im. Jana Kochanowskiego; Kielce; 2006; ISBN 83-7133-315-3)